# Catacombs (amerikanische Band)
Catacombs ist ein 2003 in New Jersey gegründetes Funeral-Doom-Projekt.

## Geschichte
John „Xathagorra Mlandroth“ del Russi war bereits vor der Gründung von Catacombs in der Extreme-Metal-Szene von New Jersey aktiv. Die Projekte Hierophant, Inimical oder Sect wurden aufgrund der veröffentlichten EPs und Split-Alben insbesondere von der auf diverse Aspekte des Doom Metals spezialisierten Presse beachtet. Nachdem del Russi die Aktivität unter dem Bandnamen Hierophant eingestellt hatte, gründete er circa 2003 die konzeptionell auf den Cthulhu-Mythos hin ausgerichtete Funeral-Doom-Band Catacombs. Als erste Veröffentlichung unter dem Namen Catacombs erschien eine selbstbetitelte Demo-CD, die noch im gleichen Jahr als EP unter dem Titel Echoes Through the Catacombs erneut von Antinomian und 2007, um Neueinspielungen der beiden enthaltenen Stücke erweitert, von Solitude Productions herausgegeben wurde. Bereits als Demo erhielt die EP positive Kritiken. Die Veröffentlichung erhielt jedoch nur geringfügige Beachtung. Mit der 2006 nachfolgenden Veröffentlichung von In the Depths of R’lyeh via Moribund Records änderte sich die Wahrnehmung des Projektes und Catacombs erhielt für das Album international positive Rezensionen. Mitunter wurde das Album als essentielle Veröffentlichung im Genre beschrieben. Nur vereinzelt wurde das Album als „uninspiriertes, nerviges und langweiliges Klischeewerk“ negativ beurteilt. Nach In the Depths of R’lyeh erschienen lange lediglich Wiederveröffentlichungen des bereits bekannten Catacombs-Werkes. Erst 2016 veröffentlichte del Russi über sein eigens gegründetes Label Xathagorra Industries das Stück Into the Dismal Shades als Download. Weitere Veröffentlichungen unter dem Bandnamen Catacombs blieben aus.

## Stil
Die von Catacombs präsentierte Musik wird dem Funeral Doom zugerechnet. Als Vergleich werden Genre-Vertreter wie Evoken, Disembowelment, Winter, Esoteric, Skepticism, Thergothon und Tyranny herangezogen.
Das Schlagzeugspiel wird als betont langsam umschrieben. So sei „jede Snare, jeder Kick und Crash isoliert zu hören“. Neben dem reduziert gespielten Schlagzeug steht ein als „extrem tief gestimmt“ beschriebenes Gitarrenspiel sowie der tiefe gutturale Gesang. Die Musik würde mit mangelnder Dynamik und anhaltender Monotonie präsentiert, was wiederum eine „minimalistische Ästhetik“ besäße und eine „Art meditativen Musikzustand“ beschreibe.

## Diskografie
- 2003: Catacombs (Demo, Cthulhu Productions)
- 2003: Echoes Through the Catacombs (EP, Antinomian/Solitude Productions)
- 2006: In the Depths of R’lyeh (Album, Moribund Records)
- 2016: Into the Dismal Shades (Single, Xathagorra Industries)